# Blažejov
Blažejov är en ort i Tjeckien.   Den ligger i regionen Södra Böhmen, i den centrala delen av landet, 120 km söder om huvudstaden Prag. Blažejov ligger 511 meter över havet och antalet invånare är 301.
Terrängen runt Blažejov är huvudsakligen platt, men åt sydost är den kuperad. Runt Blažejov är det ganska glesbefolkat, med 38 invånare per kvadratkilometer. Närmaste större samhälle är Jindřichův Hradec, 6,8 km väster om Blažejov. I omgivningarna runt Blažejov växer i huvudsak blandskog.